# IBM PC

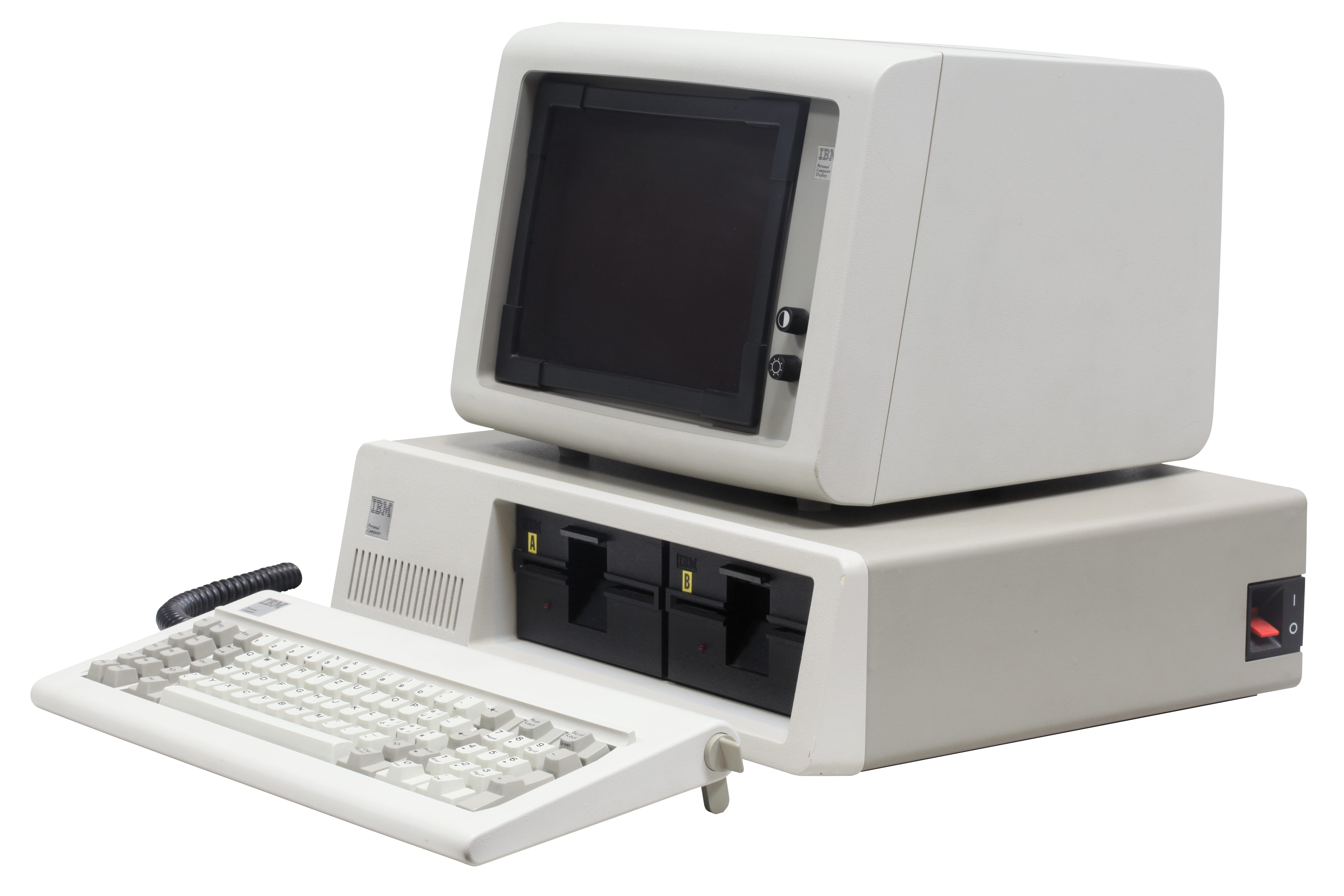
IBM PC 5150, 1981년 8월 12일 발매, 1986년 4월 2일 단종

IBM PC™ 또는 IBM 퍼스널 컴퓨터(IBM Personal Computer)는 1981년 미국의 컴퓨터 정보기기 전문 업체인 IBM사(International Business Machines Corporation)가 선보인 컴퓨터이다. IBM PC 호환기종의 모체이고, 모델명은 IBM 5150이다. IBM PC의 경쟁상대는 애플컴퓨터의 매킨토시였다.
1980년대 초반에 IBM이 PC를 발표하였는데 흑백 모니터에 해상도도 떨어지는 초라한 컴퓨터였다. 컬러 화면에 그래픽 인터페이스를 가진 매킨토시와는 비교하기 힘들만큼 초라하였지만 매킨토시보다 값이 저렴하였다. 당시 많은 사람들은 비싼 매킨토시 대신 PC를 사용하였고 IBM은 PC 내부를 공개하였기 때문에 많은 업체들은 PC에 관련된 하드웨어와 소프트웨어를 개발할 수 있었다.

## 모델
IBM의 1세대 PC시리즈의 모델은 다음과 같다:
| 모델 이름 | 모델 번호 | 도입 날짜   | CPU   | 기능 |
| --------- | --------- | ----------- | ----- | --- |
| PC        | 5150      | 1981년 8월  | 8088  | 플로피 디스크나 카세트 시스템 (외장 하드 드라이브 선택 사항) |
| XT        | 5160      | 1983년 3월  | 8088  | 내장 하드 드라이브가 표준으로 도입된 최초의 IBM PC. |
| XT/370    | 5160/588  | 1983년 10월 | 8088  | 시스템/370 메인프레임 에뮬레이션 |
| 3270 PC   | 5271      | 1983년 10월 | 8088  | 3270 터미널 에뮬레이션 추가 |
| PCjr      | 4860      | 1983년 11월 | 8088  | 플로피 기반의 가정용 컴퓨터 |
| PC 포터블 | 5155      | 1984년 2월  | 8088  | 플로피 기반의 포터블 컴퓨터 |
| AT        | 5170      | 1984년 8월  | 80286 | 중간 속도의 하드 디스크 |
| 컨버터블  | 5140      | 1986년 4월  | 8088  | 마이크로플로피 노트북 포터블 |
| XT 286    | 5162      | 1986년 9월  | 80286 | 느린 하드 디스크를 장착하였지만 메인보드에 장착된 메모리의 대기 상태가 0이다. 이 6 MHz 속도의 컴퓨터는 대기 상태가 0이었기 때문에 실제로 8 MHz AT급 컴퓨터보다 더 빨랐다 (평면적인 메모리를 사용할 때) |

## 같이 보기
- IBM PC 호환기종
- 컴퓨터
- 기본 메모리
- IBM